# Bougnats

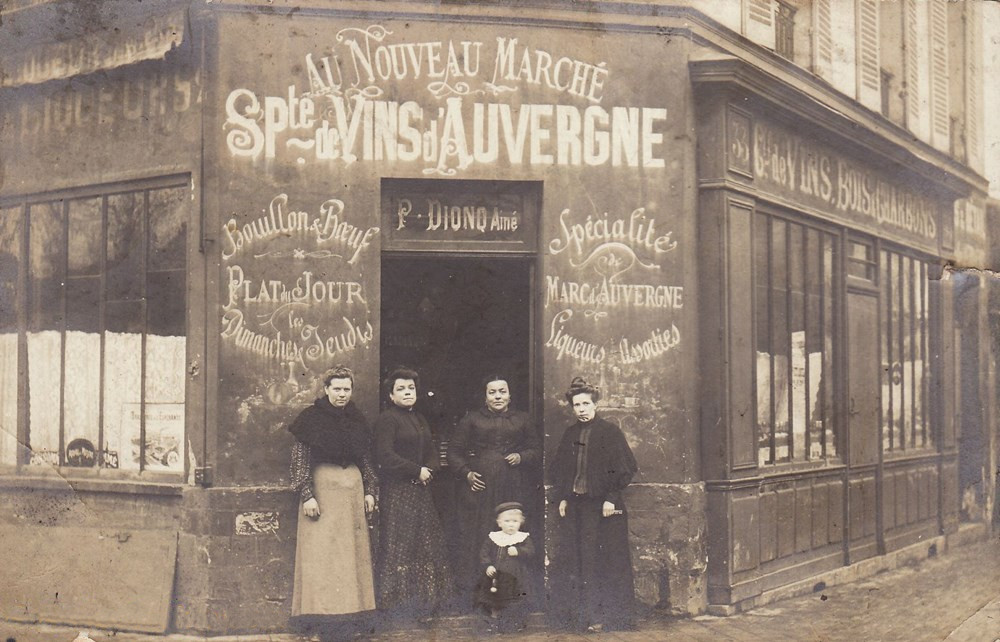
P. Dionq Aîné handelte um 1913 in der 31 Rue Froidevaux mit Holz, Kohle, Wein, Likören und Wurstwaren aus der Auvergne

Bougnats oder Auvergnats de Paris waren in Paris ansässige Einwanderer aus der Auvergne, die u. a. Holz und Kohle in die Pariser Wohnungen trugen und deren Ehefrauen oft kleine Restaurants mit Spezialitäten und alkoholischen Getränken aus der Auvergne führten.

## Berufswahl
Die Auvergnats de Paris bildeten im 19. Jahrhundert sowie im ersten Drittel des 20. Jahrhunderts die größte Einwanderergemeinschaft in der französischen Hauptstadt. Anfangs arbeiteten sie als Wasserträger, insbesondere zum Baden, oder in metallverarbeitenden Berufen als Schmiede, Zinngießer und Kesselschmiede.
Ab dem 19. Jahrhundert richteten sie sich zunehmend auf den Handel mit Brennstoffen wie Holz und Kohle aus, die sie in die Wohnungen lieferten. Hinzu kam der Verkauf von Getränken wie Wein, Spirituosen und Limonade, außerdem boten sie kalte und warme Speisen sowie Übernachtungsmöglichkeiten an. Manchmal handelten sie auch mit Schrott. Die Umstellung geschah im Zweiten Kaiserreich um 1850 bis 1870, als der Druck im Wasserversorgungsnetz der Hauptstadt so weit erhöht wurde, dass auch die oberen Stockwerke der Gebäude mit Wasser versorgt werden konnten.

## Etymologie
Die Pariser nannten sie ab dieser Zeit Bougnats. Das war wahrscheinlich eine Ableitung des in der auvergnatischen Sprache gebräuchlichen Kofferworts charbouniat aus charbonnier (Kohlenhändler) und Auvergnat. Der Ursprung der so langlebigen Verbindung zwischen dem Auvergnaten und der Kohle könnte darin liegen, dass in Paris viel Kohle aus Brassac-les-Mines in der Auvergne verkauft wurde.

## Geschichte
Die ersten Auvergnaten in Paris sind bereits im 14. Jahrhundert belegt. In der ersten Hälfte des 19. Jahrhunderts kamen die Auvergnaten vor allem aus der Basse-Auvergne (Limagne, Puy-de-Dôme, Brioude und Süd-Allier). Anfangs stammten sie noch nicht aus dem einfachen Volk, sondern übten Berufe im Dienste des Königs aus, insbesondere als Soldaten oder Beamte.
Ab 1850 führten die Krise in der Landwirtschaft und die Entwicklung der Eisenbahn zu einer Phase des Massenzustroms von Auvergnern in die Hauptstadt. Die Einwanderer kamen ab dieser Zeit meist aus der Haute-Auvergne (Cantal). Das gesamte Cantal war von dieser Landflucht betroffen und bald folgten auch die Bewohner der Margeride, des Aubrac, der Viadène und der Montagne Limousine diesem Bevölkerungsstrom. Bis 1880 standen die Emigranten aus der Auvergne ganz unten auf der sozialen Leiter in Paris und leisteten die harten Arbeiten, die von anderen abgelehnt wurden (Wasserträger, Kesselschmiede, Schmiede, Messerschleifer, Parkettschrubber, Schrotthändler usw.).
Nach dem 1870 endenden Zweiten Kaiserreich betrieben sie immer mehr Geschäfte, von denen die bekanntesten die „Bois et charbons“ waren, kleine Geschäfte, in denen Esswaren, alkoholische Getränke sowie Holz und Kohle verkauft wurden. Da sie hart arbeiteten und eine eng verbundene Gemeinschaft bildeten, waren viele von ihnen als Geschäftsleute sehr erfolgreich. Obwohl viele Pariser Cafés inzwischen den Besitzer gewechselt haben, ist die Gemeinschaft der Cafétiers mit einem Migrationshintergrund aus der Auvergne immer noch sehr groß und bewahrt sich einen gewissen finanziellen Wohlstand, der in dem Film XXL (mit Gérard Depardieu) gut veranschaulicht wird.
Der Begriff bezeichnete schließlich die von Bougnats betriebenen Pariser Cafés, die sogenannten Café-Charbons, die gleichzeitig Getränkemarkt und Kohlenhandlung waren. Sie waren vor allem in den Arbeitervierteln angesiedelt und trugen oft die Aufschrift „Vins et Charbons“ (Weine und Kohlen). Der Ehemann lieferte die Kohle aus, während seine Frau die Bestellungen annahm und den Wein verkaufte. Einige ergänzten ihre Tätigkeit durch Gastronomie und Übernachtungsmöglichkeiten. Die Blütezeit der Bougnats war in der Belle Epoque im ersten Viertel des 20. Jahrhunderts.
Im Jahr 2016 gab es in der Île-de-France 500.000 Nachkommen von Bougnats, die 6000 Cafés, Hotels und Restaurants, 40 % der Café-Brasserien und 15 % der Bar-Tabacs in der Region besaßen (gegenüber 80–90 % dieser Betriebe in den 1980er Jahren). Dieser Rückgang ist vor allem darauf zurückzuführen, dass die jüngeren Generationen eine höhere Ausbildung absolvieren und diesen anstrengenden, manchmal unsicheren und insbesondere aufgrund des geringeren Tabakkonsums wenig profitablen Beruf aufgaben. Parallel dazu kam es zu massiven Aufkäufen der Lokale durch chinesische Einwanderer, obwohl die „Aveyronnais“ (aus dem Departement Aveyron, vor allem aus den Gebieten Aubrac und Viadène) weiterhin angesehene Lokale besaßen (Lipp, Café de Flore, Les Deux Magots, Wepler). Die Gebrüder Costes aus Saint-Amans-des-Cots besaßen 2017 etwa 40 Lokale, und Olivier Bertrand aus Pailherols führte ein Imperium von 650 Restaurants und 240 Lokalen.

## Populärkultur
In Asterix und der Arvernerschild, dem elften Band der Comic-Reihe Asterix, ist die Stadt Gergovia voller Geschäfte, die „Weine und Kohlen“ anbieten, was auf die Bougnats anspielt.